# CAF Champions League 1997
La CAF Champions League 1997 fu vinta dal Raja Casablanca.

## Qualificazioni

### Turno preliminare
| Squadra 1            | Totale | Squadra 2             | Andata | Ritorno |
| -------------------- | ------ | --------------------- | ------ | ------- |
| AS Coton Chad        | (wo)   | AS Tempête Mocaf      | -      | -       |
| Mogas 90 FC          | 1-2    | CD Travadores         | 1-0    | 0-2     |
| Munisport            | 5-1    | Café Band Sportif     | 4-1    | 1-0     |
| Junior Professionals | 2-1    | Racing Bobo Dioulasso | 2-0    | 0-1     |
| Saint Michel United  | 1-5    | FC BFV                | 1-2    | 0-3     |
| Notwane Football     | (wo)   | Blue Waters           | -      | -       |
| Limbe Leaf Wanderers | 2-5    | Roma Rovers           | 1-0    | 1-5     |
| Young Africans FC    | 0-1    | Express Red Eagles FC | 0-0    | 0-1     |

### Primo turno
| Squadra 1                    | Totale | Squadra 2               | Andata | Ritorno |
| ---------------------------- | ------ | ----------------------- | ------ | ------- |
| USM Alger                    | 9-2    | CD Travadores           | 6-1    | 3-1     |
| Udoji United                 | 4-2    | AS Kaloum Star          | 3-1    | 1-1     |
| (dcr) Unisport Football Club | 2-2    | Munisport               | 2-0    | 0-2     |
| Ferroviário                  | 5-0    | FC BFV                  | 4-0    | 1-0     |
| Raja Casablanca              | 5-1    | SONACOS                 | 3-1    | 2-0     |
| Mbilinga FC                  | 6-4    | DC Motema Pembe         | 3-0    | 3-4     |
| Africa Sports                | 4-2    | AS Coton Chad           | 3-0    | 1-2     |
| Primeiro de Agosto           | 3-2    | Notwane Football Club   | 1-1    | 2-1     |
| Zamalek                      | 3-1    | Saint George            | 2-0    | 1-1     |
| Mufulira Wanderers           | 5-1    | APR FC                  | 4-1    | 1-0     |
| Club Africain                | 4-3    | Djoliba AC              | 3-2    | 1-1     |
| Sunrise Flacq United         | 1-3    | JS Saint-Pierroise      | 1-0    | 0-3     |
| Kenya Breweries              | 0-0    | Al-Hilal Omdurman (dcr) | 0-0    | 0-0     |
| Obuasi Goldfields            | 4-2    | Junior Professionals    | 3-0    | 1-2     |
| CAPS United                  | 7-6    | Express Red Eagles FC   | 5-2    | 2-4     |
| Orlando Pirates              | 1-0    | Roma Rovers             | 1-0    | 0-0     |

### Secondo turno
| Squadra 1          | Totale | Squadra 2          | Andata | Ritorno |
| ------------------ | ------ | ------------------ | ------ | ------- |
| USM Alger          | 3-2    | Udoji United       | 3-0    | 0-2     |
| Unisport de Bafang | 2-4    | Ferroviário        | 1-0    | 1-4     |
| Raja Casablanca    | 4-1    | Mbilinga FC        | 3-0    | 1-1     |
| Africa Sports      | 1-6    | Primeiro de Agosto | 1-1    | 0-5     |
| Zamalek            | 6-2    | Mufulira Wanderers | 5-2    | 1-0     |
| Club Africain      | 11-1   | JS Saint-Pierroise | 6-1    | 5-0     |
| Al-Hilal Omdurman  | 2-3    | Obuasi Goldfields  | 2-1    | 0-2     |
| CAPS United        | 1-3    | Orlando Pirates    | 1-2    | 0-1     |

## Fase a gironi

### Gruppo A
| Squadra               | Pti | G | V | N | P | GF | GS | DR |
| --------------------- | --- | - | - | - | - | -- | -- | -- |
| 1. Raja Casablanca    | 11  | 6 | 3 | 2 | 1 | 10 | 6  | 4  |
| 2. USM Alger          | 11  | 6 | 3 | 2 | 1 | 9  | 6  | 3  |
| 3. Primeiro de Agosto | 10  | 6 | 3 | 1 | 2 | 7  | 9  | -2 |
| 4. Orlando Pirates    | 1   | 6 | 0 | 1 | 5 | 5  | 10 | -5 |

| 22 agosto 1997     |     |                    |
| Orlando Pirates    | 1–2 | Primeiro de Agosto |
| 24 agosto 1997     |     |                    |
| USM Alger          | 2–2 | Raja Casablanca    |
| 5 settembre 1997   |     |                    |
| USM Alger          | 2–1 | Orlando Pirates    |
| 7 settembre 1997   |     |                    |
| Primeiro de Agosto | 1–1 | Raja Casablanca    |
| 19 settembre 1997  |     |                    |
| Primeiro de Agosto | 2–1 | USM Alger          |
| 21 settembre 1997  |     |                    |
| Raja Casablanca    | 1–0 | Orlando Pirates    |
| 1º ottobre 1997    |     |                    |
| Primeiro de Agosto | 2–1 | Orlando Pirates    |
| 12 ottobre 1997    |     |                    |
| Raja Casablanca    | 0–2 | USM Alger          |
| 24 ottobre 1997    |     |                    |
| Raja Casablanca    | 4–0 | Primeiro de Agosto |
| 26 ottobre 1997    |     |                    |
| Orlando Pirates    | 1–1 | USM Alger          |
| 8 novembre 1997    |     |                    |
| USM Alger          | 1–0 | Primeiro de Agosto |
| Orlando Pirates    | 1–2 | Raja Casablanca    |

### Gruppo B
| Squadra              | Pti | G | V | N | P | GF | GS | DR |
| -------------------- | --- | - | - | - | - | -- | -- | -- |
| 1. Obuasi Goldfields | 10  | 6 | 3 | 1 | 2 | 10 | 5  | 5  |
| 2. Zamalek           | 9   | 6 | 3 | 0 | 3 | 7  | 8  | -1 |
| 3. Club Africain     | 8   | 6 | 2 | 2 | 2 | 3  | 4  | -1 |
| 4. Ferroviário       | 7   | 6 | 2 | 1 | 3 | 5  | 8  | -3 |

| 22 agosto 1997    |     |               |
| Zamalek           | 2–1 | Ferroviário   |
| 24 agosto 1997    |     |               |
| Club Africain     | 0–0 | Goldfields    |
| 6 settembre 1997  |     |               |
| Ferroviário       | 2–1 | Goldfields    |
| 7 settembre 1997  |     |               |
| Club Africain     | 2–0 | Zamalek       |
| 19 settembre 1997 |     |               |
| Ferroviário       | 0–0 | Club Africain |
| 21 settembre 1997 |     |               |
| Goldfields        | 3–1 | Zamalek       |
| 1º ottobre 1997   |     |               |
| Ferroviário       | 2–0 | Zamalek       |
| 12 ottobre 1997   |     |               |
| Goldfields        | 2–0 | Club Africain |
| 24 ottobre 1997   |     |               |
| Zamalek           | 2–0 | Club Africain |
| 26 ottobre 1997   |     |               |
| Goldfields        | 4–0 | Ferroviário   |
| 7 novembre 1997   |     |               |
| Club Africain     | 1–0 | Ferroviário   |
| 9 novembre 1997   |     |               |
| Zamalek           | 2–0 | Goldfields    |

## Finale
| Squadra 1         | Totale        | Squadra 2       | Andata | Ritorno |
| ----------------- | ------------- | --------------- | ------ | ------- |
| Obuasi Goldfields | 1-1 (4-5 dtr) | Raja Casablanca | 1-0    | 0-1     |